# Frangula azorica
Frangula azorica — вид рослин з родини Rhamnaceae, ендемік Азорських островів; на Мадейрі він можливо вимер.

## Опис
Це невелике дерево, яке може досягти 10 метрів у висоту. Має велике, широке, еліптичне та гостре листя, запушене на нижньому боці. Квіти невеликі, жовтуваті, а плоди червонувато або чорно-фіолетові, коли дозріли. Цвітіння відбувається у травні — липні. Рослина має тверду деревину та червонуватий відтінок, однак немає даних про використання.

## Поширення
Ендемік Азарських островів (о-ви Санта-Марія, Сан-Мігель, Сан-Жорже, Терсейра, Піку, Фаял, Флорес); на Мадейрі вид можливо вимер..
Знайдено від 380 до 950 м над рівнем моря. Цей вид росте як кущ або маленьке дерево заввишки до восьми метрів серед Morella, Laurus, Ilex, Juniperus, а також у торф'яних болотах (англ.).

## Загрози та охорона
Цьому виду загрожує деградація середовища проживання, викликана в першу чергу інвазивними видами, включно з Pittosporum undulatum, Hedychium gardnerianum, Leycesteria formosa. Введені травоїдні тварини запобігають регенерації лісів, головним чином, це кози й кролі. Туризм нині не є серйозною загрозою, однак це може змінитись у майбутньому через збільшення кількості відвідувачів, які використовують маршрути на природних територіях. Цей вид перераховано в Додатку II Директиви про середовища існування. 